# ジェイムズ・T・モアヘッド
ジェイムズ・ターナー・モアヘッド（英: James Turner Morehead、1797年5月24日 - 1854年12月28日）は、アメリカ合衆国の政治家であり、第12代ケンタッキー州知事およびアメリカ合衆国上院議員を務めた。ケンタッキーが州になった後に生まれた者として初めて知事になった。ヘンリー・クレイの国民共和党の一員であり、民主党が支配していた州政界に国民共和党が挑戦を始めたまさにその時に政界に入った。
1831年にメリーランド州ボルチモアで開催された党の指名大会で、モアヘッドはケンタッキー州副知事候補に指名され、選挙の結果は民主党知事ジョン・ブレシットと分け合う形になった。1834年にブレシットが死亡したときに、モアヘッドが知事に昇格した。2年間という限られた任期だったので重要な法制化の計画は作れず、内国改良のような政治的に安全な問題に注力することになった。党がホイッグ党と名前を変え、1834年夏に民主党から州議会支配権を奪ったとき、フランクフォートで開催されたホイッグ党初の指名大会でモアヘッドが議長を務めた。
知事の任期が明けた後は州議会に戻った。奴隷制度廃止運動に対立する者として、ジョン・スピード・スミスと共にオハイオ州にいって、ケンタッキー州民が所有する奴隷の返還を求めた。後にアメリカ合衆国上院議員に指名され、クレイとの密接な同盟を守った。1847年、ケンタッキー州コビントンに引退し、1854年に死ぬまで法律実務を行った。ケンタッキー州モアヘッド市はこのモアヘッドに因む命名である。

## 初期の経歴
ジェイムズ・ターナー・モアヘッドは1797年5月24日に、ケンタッキー州ブリット郡のシェパーズビル近くで生まれた。父はアーミステッド・モアヘッド、母はルーシー（旧姓ラザム）であり、ジェイムズがまだ幼い頃にケンタッキー州ラッセルビルに移転した。ジェイムズは市内の公立学校で教育を受けた。1813年から1815年にはレキシントンのトランシルベニア大学で学んだ。その後はラッセルビルに戻り、巡回裁判所判事H・P・ブロードナックスとジョン・クリッテンデンの下で法律を学んだ。1818年には法廷弁護士として認められ、ボーリンググリーンで法律実務を始めた。
1823年5月1日、モアヘッドはスーザン・A・ロバーツと結婚した。夫妻には2人の子供が生まれた。1828年から1831年にはウォーレン郡を代表してケンタッキー州議会下院議員に選出された。この期間内国改良委員を務め、1831年にはメイズビル・レキシントン・ターンパイク会社に対して州が認可する法案を提出した。

## ケンタッキー州知事
1831年、メリーランド州ボルチモアで開催された国民共和党の指名大会では代議員となり、ヘンリー・クレイが大統領候補に指名された。この大会でモアヘッドはケンタッキー州副知事候補に指名された。このときの党の知事候補リチャード・アイレット・バックナーは、民主党候補のジョン・ブレシットに敗れたが、モアヘッドは第9代副知事に当選した。
1834年2月21日、ブレシット知事が結核のために死亡し、翌日モアヘッドが知事に就任した。民主党知事の後任にライバルである国民共和党の者が就いたことで、大いに民主党員を怒らせることになったが、民主党員のジェイムズ・ガスリーを上院議長代行に昇格させ（それまでは副知事のモアヘッドが議長だった）、ブレシットが使っていた州務長官ルイス・サンダースを留任させることにしたことで、民主党員の怒りを静めることができた。
その年後半、国民共和党はホイッグ党として体制整備を始めた。この名前は1834年4月25日付け「レキシントン・インテリゲンサー」紙に初めて現れていた。同年7月4日、モアヘッド知事はフランクフォートでホイッグ党として初の大会を主宰した。ケンタッキー州民がこの「新」党に「大挙」集まり、同年8月の州議会選挙では両院の多数を確保できた。ホイッグ党は多数党としてその政治的影響力を行使し、ガスリーを上院議長から追い出し、1835年にはガスリーの代わりにジョン・クリッテンデンをアメリカ合衆国上院に送り込んだ。
モアヘッドは議会に対する最初の演説の時に、州内の河川に沿った改良を含め内国改良を拡大する計画を推奨した。議会は内国改良理事会を創設することでこれに答え、モアヘッドをこの理事会の職権上の議長に指名した。その役割では、州内河川の多くの測量を承認し、改良のための幾つかの計画を作ったが、その大半は1837年恐慌のために妨げられた。改良が進んだ計画はレキシントン・アンド・オハイオ鉄道の建設であり、1835年に開通した。モアヘッド知事にとって教育は優先事項ではなかったが、ケンタッキー州普通学校協会とケンタッキー州職業教師協会がその任期中に結成された。

## その後の経歴

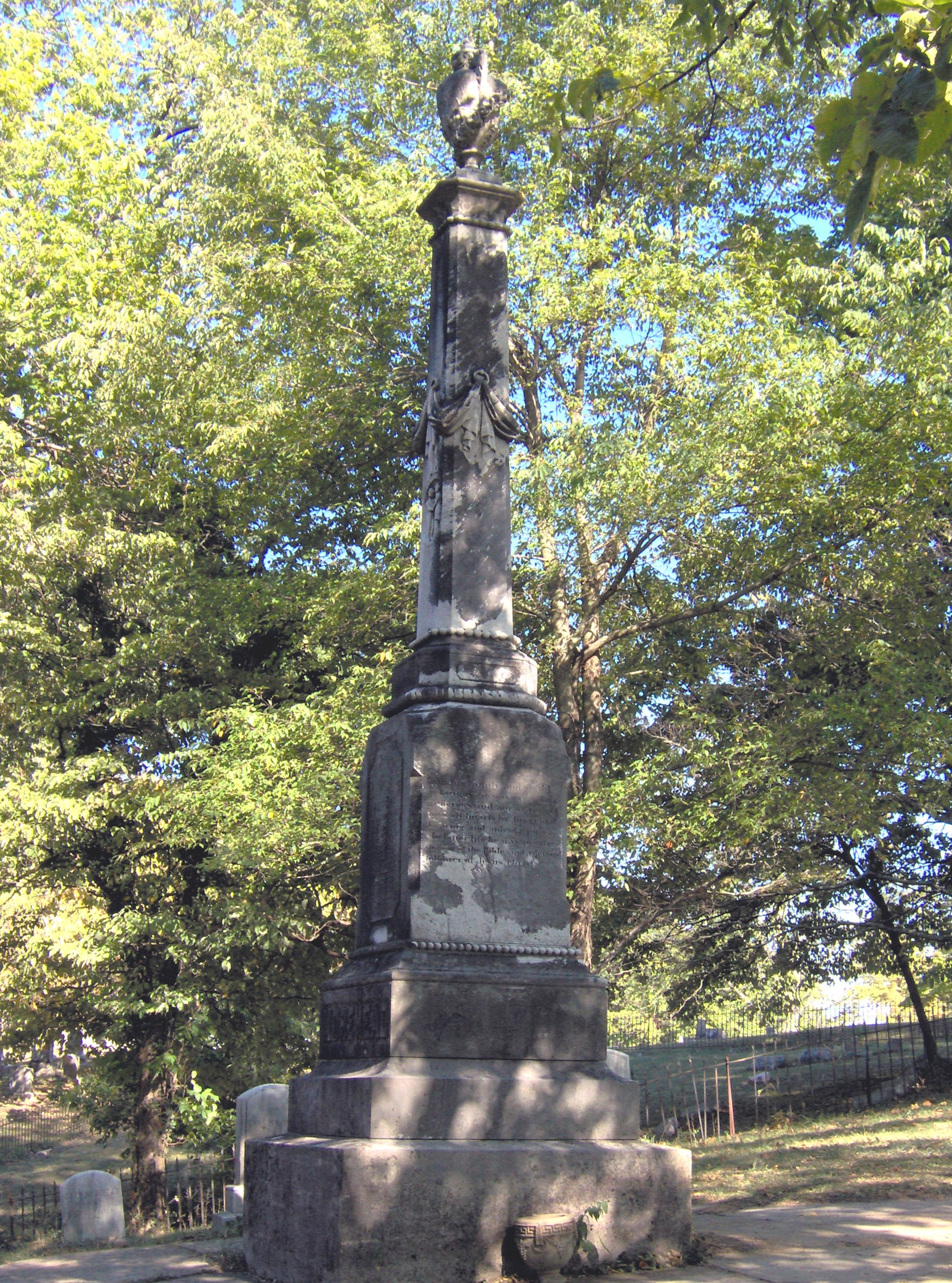
フランクフォート墓地にあるモアヘッドの墓石

モアヘッドはその知事としての任期が明けた後、フランクフォートで法律実務を再開した。1837年3月にはジェイムズ・クラーク州知事から、内国改良の資金を作るために州の債券を売るエージェントとして行動するよう依頼された。1837年から1838年はフランクリン郡を代表して下院議員に復帰した。1837年から1841年は、ケンタッキー州内国改良理事会の会長を務めた。1839年、モアヘッドとジョン・スピード・スミスがオハイオ州に対するコミッショナーとして選出され、ケンタッキー州民が所有する奴隷をその主人の資産として戻すよう働きかけた。
モアヘッドはケンタッキー州の歴史を研究し、1840年に『ケンタッキー州最初の開拓を記念する演説』を出版した。これにはブーンズボロ初期開拓地に関する初期情報が含まれていた。1846年には『市民の行動と訴訟手続きの実際』を出版した。
1841年、モアヘッドはアメリカ合衆国上院議員に指名され、同年3月4日から1847年3月3日まで務めた。この期間にインディアン問題上院委員会や経費節減上院委員会の議長を務めた。また連邦銀行法を弁護し、テキサス併合に反対したが、米墨戦争が始まった後はそれを支持した。同じケンタッキー州選出のヘンリー・クレイに対してはしっかりとした支持者でもあった。
上院議員の任期が明けると、コビントンで死ぬまで法律実務を続けた。フランクフォート墓地の州の区画に埋葬された。ケンタッキー州モアヘッド市はこのモアヘッドの栄誉を称える命名である。

## 関連図書
- Dictionary of American Biography
- Jillson, W.R., ed. "Early Political Papers of Governor James T. Morehead." Register of the Kentucky State Historical Society 22 (September 1924): 272–300, 23 (January 1925): 36–61.
- Allen, William B. (1872). A History of Kentucky: Embracing Gleanings, Reminiscences, Antiquities, Natural Curiosities, Statistics, and Biographical Sketches of Pioneers, Soldiers, Jurists, Lawyers, Statesmen, Divines, Mechanics, Farmers, Merchants, and Other Leading Men, of All Occupations and Pursuits. Bradley & Gilbert. p. 103 2008年11月10日閲覧。